# Gerard van Opstal
Gerard van Opstal noto anche come Gérard van Opstal (Bruxelles, 1594 o 1597 – Parigi, 1668) è stato uno scultore fiammingo attivo soprattutto a Parigi.

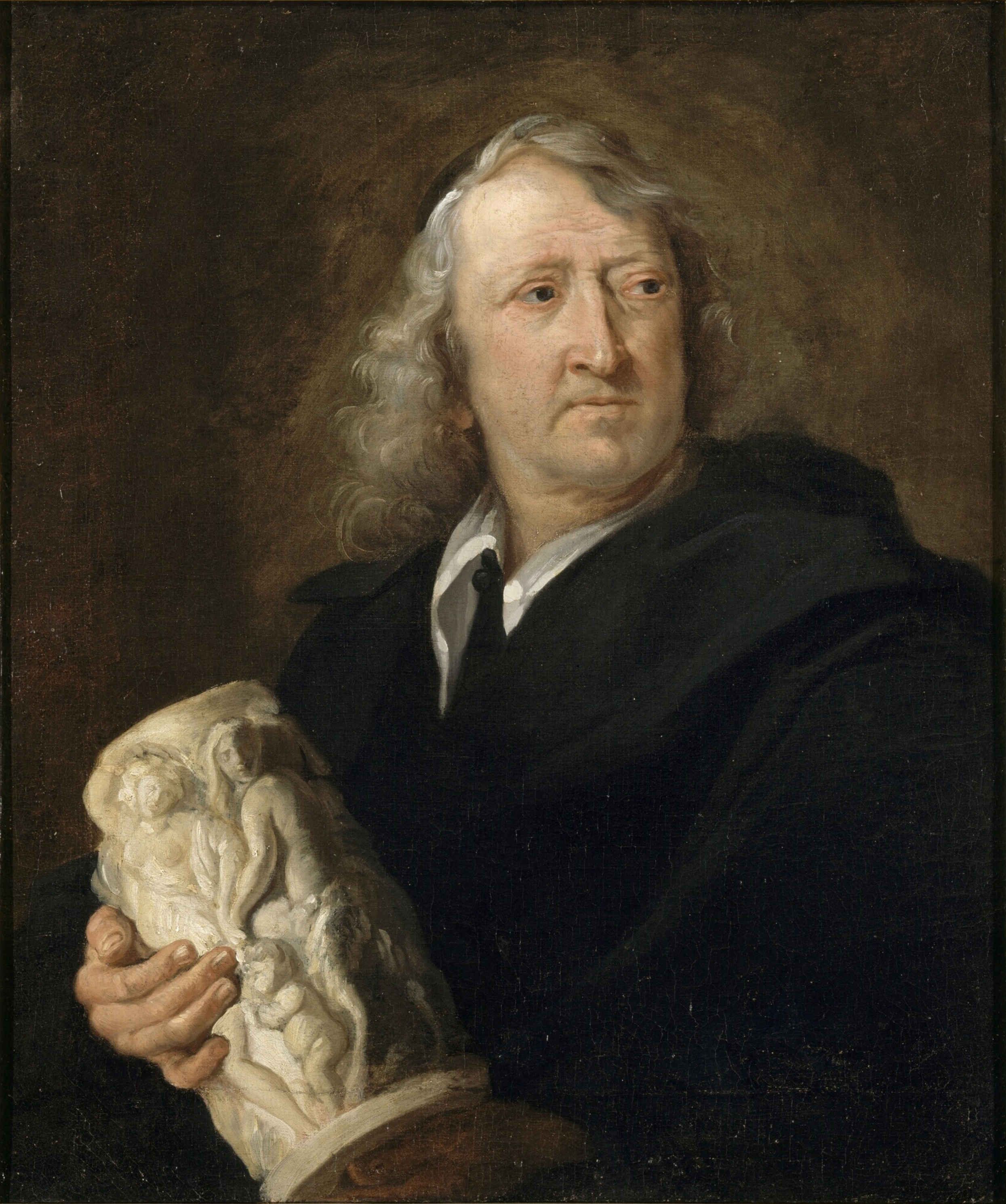
Ritratto di Gerard van Opstal con scultura in avorio, di Lucas Franchoijs il Giovane, anni 1660

Era noto per i suoi fregi a bassorilievo con temi mitologici classici e per l'abilità ed esperienza nella scultura di rilievi in avorio.

## Biografia
Nacque nel 1594 o nel 1597 a Bruxelles o ad Anversa figlio di Anton van Opstal. Si formò, intorno al 1630, alla scuola di Niklaas Diodone. Divenne maestro ad Anversa ed entrò nella Corporazione di San Luca, nel 1635, e nel 1641 aveva degli allievi.

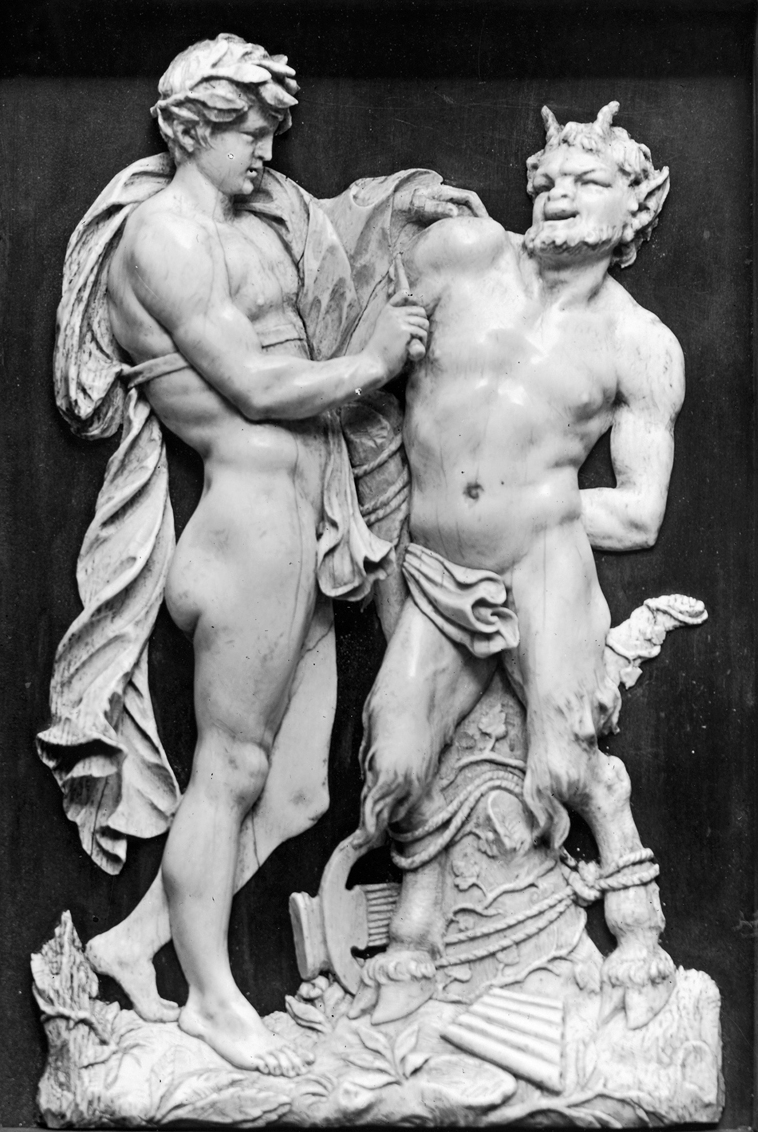
Apollo e Marsia

Era un genero dello scultore di Anversa Johannes van Mildert. Quando suo suocero morì, fu incaricato dai magistrati locali della città di completare la scultura di Cristo per il gruppo del Calvario sulla Falconplein (piazza Falcon) ad Anversa. Si trasferì a Parigi prima del 1648, presumibilmente su invito esplicito del Cardinale Richelieu. Qui divenne uno dei fondatori dell'Académie royale de peinture et de sculpture. Nel 1651 Van Opstal ottenne il titolo di "sculpteur des batiments du roi" (Scultore degli edifici del re). Nonostante queste distinzioni, l'artista si lamentava che da quando Charles Le Brun era contro di lui non era in grado di ottenere alcuna commissione reale.
È particolarmente importante per aver intrapreso una causa legale, nel 1667, contro la vedova di un mecenate, Duchemin, intendente di Mademoiselle d'Orléans, per mancato pagamento di una commissione datata 1658. Questo caso era basato sull'argomento secondo cui la scultura doveva essere considerata come un'arte liberale piuttosto che un mestiere e che quindi le regole relative ai pagamenti applicabili alle arti liberali avrebbero dovuto essere applicate ai pagamenti per le sculture.
Nel 1667 tenne una conferenza all'Académie Royale sul "Laocoonte". Nella sua presentazione van Opstal sostenne che gli artisti dovrebbero andare il più lontano possibile nello studio del Laocoonte sia per comprendere le cause mediche dei sintomi dimostrati dai corpi, sia per imparare a rappresentare il movimento violento dei corpi in modo dignitoso.
Suo figlio Louis van Opstal fu anch'egli uno scultore.

## Opere

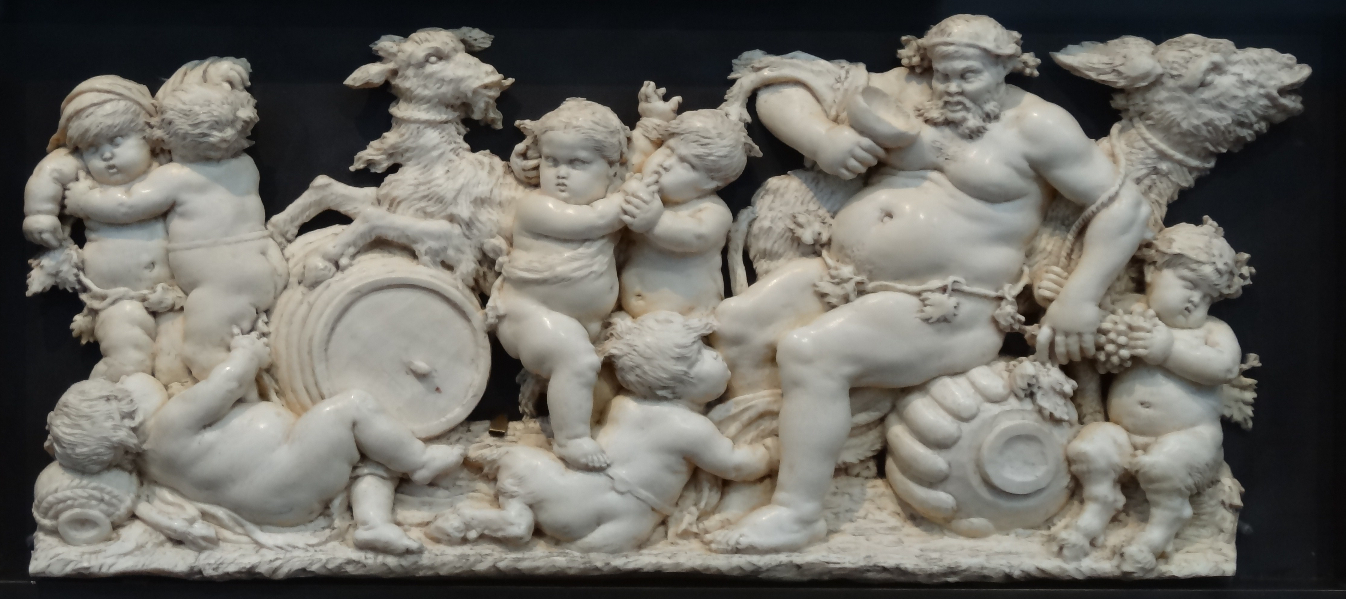
L'ubriachezza di Sileno

Van Opstal era particolarmente abile nell'incisione di fregi in bassorilievo con temi mitologici classici. Lavorò non solo su pietra e marmo, ma fu anche un esperto nella scultura di rilievi in avorio. I suoi rilievi in avorio erano ampiamente ammirati e collezionati dai suoi contemporanei e 17 di essi erano nella collezione del re  Luigi XIV. Il suo stile combinava elementi di sarcofagi romani, il Rinascimento, lo stile barocco di Peter Paul Rubens e François Duquesnoy e l'emergente stile classico francese.
Era noto per le sue sculture presso Porte Saint-Antoine a Parigi, realizzate nel 1670 in onore del decimo anniversario del matrimonio di Luigi XIV. Van Opstal creò tre sculture che personificavano Francia, Spagna e Imene, da collocare nelle nicchie. La porta fu demolita nel 1778.
Il Museo del Louvre detiene delicate sculture in avorio di putti da lui realizzate.